# 拉克拉韋爾高原

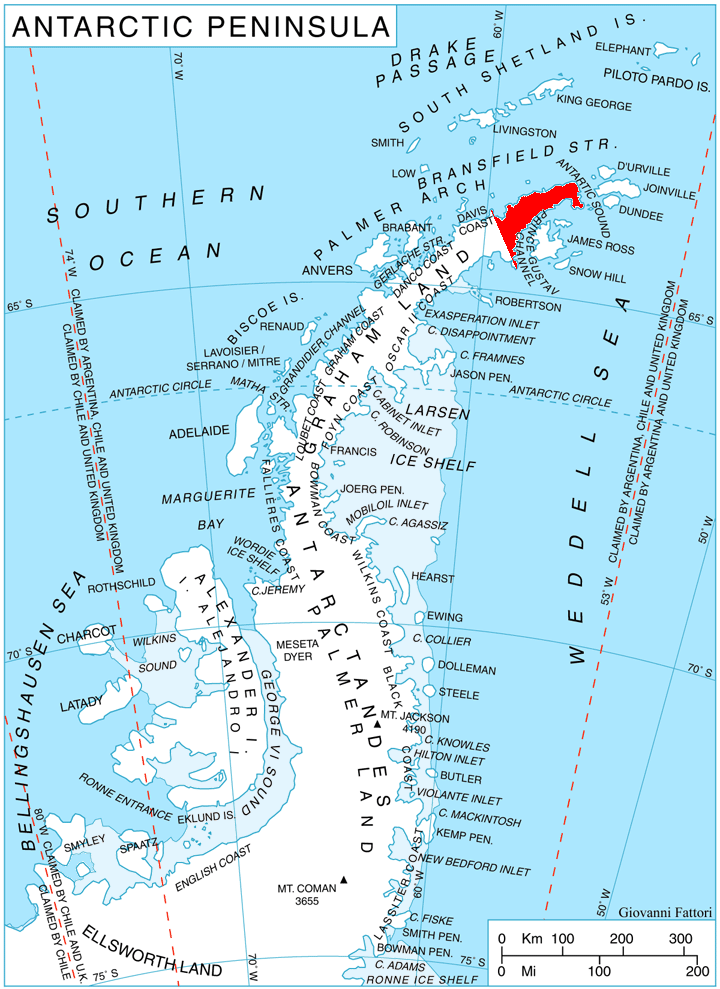

拉克拉韋爾高原（英語：Laclavère Plateau）是南極洲的高原，座標63°27′S 57°47′W / 63.450°S 57.783°W，位於葛拉漢地的特里尼蒂半島，處於施密特半島南部，長19公里、寬2至6公里，最高點海拔高度1,035（3,396英尺）。

## 外部連結
- Trinity Peninsula. Scale 1:250000 topographic map No. 5697. Institut für Angewandte Geodäsie and British Antarctic Survey, 1996.

63°27′S 57°47′W / 63.450°S 57.783°W